# Болдуин, Джеймс
Джеймс Артур Болдуин (англ. James Baldwin, 2 августа 1924, Гарлем, Нью-Йорк — 30 ноября 1987, Сен-Поль-де-Ванс) — американский романист, публицист, драматург, активный борец за права человека, отчасти последователь Мартина Лютера Кинга.

## Биография
Болдуин вырос в семье отчима-священника и был самым старшим из девяти детей. Своего родного отца он никогда не знал и отчасти страдал от этого, что отразилось в некоторых его произведениях («Скажи мне, когда ушёл поезд», «Иди вещай с горы», «Комната Джованни» и других). В юности Болдуин собирается пойти по стопам своего отчима и помогает ему в церкви. Но чем старше становится будущий писатель, тем отчётливее он понимает, что проповеди его отчима расходятся с тем, что творится на улицах Гарлема, и, самое главное, с поведением самого отчима дома. После окончания школы в Бронксе Болдуин переезжает в Гринвич-Виллидж, где и начинается его литературная карьера.
Проведя детство и юность в Гарлеме и Гринвич-Виллидже — в одних из самых неблагополучных районов Нью-Йорка, — Болдуин начинает писать о своих взглядах и понимании происходящего вокруг. Его первые публицистические статьи проникнуты духом отрицания расизма, царящего вокруг молодого человека.
Именно поэтому, получив премию за свой первый художественный роман «Иди вещай с горы», в 1948 году Болдуин покидает США и уезжает в Старый свет, в Париж.
Будучи темнокожим и геем в Америке 40-х годов XX века, он  находился в двойных тисках; а приехав во Францию,  словно делает глоток свежего воздуха. Главные его произведения написаны именно во Франции, и именно здесь Болдуин проводит бо́льшую часть своей жизни. Он всего два раза возвращался на родину и был активным участником движения Мартина Лютера Кинга — единственного движения, идеологию которого он разделял практически полностью. Но домом для писателя оставалась Европа, которую он, вернувшись второй раз из Штатов, не покинул до конца жизни.
Умер 30 ноября 1987 года в собственном доме во французской Ривьере.

## Цензура
В 2024 писатель стал жертвой российской анти-ГЛБТ-кампании, развязанной в ходе вторжения в Украину, когда его роман «Дом на краю света» был изъят из продаж по «рекомендации Российского книжного союза» из-за наличия в нём «ЛГБТ-пропаганды».